# James Comey
James Brien "Jim" Comey, Jr. (Yonkers, 14 de desembre de 1960) és un advocat estatunidenc. Fou director de l'Agència Federal d'Investigacions (FBI).
Comey va ser el Fiscal federal pel Districte Sud de Nova York des de gener de 2002 fins a desembre de 2003, i posteriorment, Fiscal General Adjunt dels Estats Units, des de desembre de 2003 fins a agost de 2005. Com a Fiscal General Adjunt, Comey va ser el segon funcionari de més alt rang del Departament de Justícia dels Estats Units (DOJ), on dirigia les operacions quotidianes.
Comey va nomenar a Patrick Fitzgerald com a assessor especial per encapçalar la investigació del jurat en l'assumpte de Plame (Plame affair) després que el fiscal general John Ashcroft fos recusat.
L'agost de 2005, Comey va deixar el DOJ i es va convertir en el Conseller General Sènior del Vicepresident Lockheed Martin, amb seu a Bethesda, Maryland. El 2010, es va convertir en el Conseller General de Bridgewater Associates, amb seu a Westport, Connecticut. A principis del 2013, va deixar Bridgewater per convertir-se en un investigador sènior de recerca i soci de Hertog en la Llei de Seguretat Nacional a l'Escola de lleis de Columbia, a la ciutat de Nova York. Va servir en el Consell d'administració d'HSBC Holdings fins a juliol de 2013.
Al setembre de 2013, Comey va ser nomenat Director de l'FBI pel president Barack Obama. En aquest càrrec, va ser el responsable de supervisar la recerca del FBI de l'escàndol dels correus electrònics d'Hillary Clinton. La seva funció en les Eleccions presidencials dels Estats Units de 2016, particularment respecte a les seves comunicacions públiques, va ser molt polèmica, i ha estat citat com un factor decisiu en la pèrdua de les eleccions per part Hillary Clinton davant Donald Trump.
El dia 9 de maig de 2017 la Casa Blanca va anunciar que l'havia acomiadat del seu càrrec de Director del FBI, quedant Andrew G. McCabe com a director en funcions.